# Centennial Peak
Centennial Peak är en bergstopp i Antarktis. Den ligger i Västantarktis. Nya Zeeland gör anspråk på området. Toppen på Centennial Peak är 4 070 meter över havet. Centennial Peak ingår i Prince Olav Mountains.
Terrängen runt Centennial Peak är bergig österut, men västerut är den kuperad. Trakten är obefolkad. Det finns inga samhällen i närheten. 